# تسيرندورف
تسيرندورف (بالألمانية: Zirndorf) هي مدينة و بلدة ألمانية تقع في فورت في ألمانيا. يقدر عدد سكانها بـ 25,509 نسمة .

## أعلام
- خواكيم بور